# N,N-Diéthylhydroxylamine
La N,N-diéthylhydroxylamine (DEHA) permet de consommer l'oxygène dissous dans l'eau et donc évite la corrosion par le dioxygène.
Elle a les mêmes propriétés que l'hydrazine qu'elle remplace, celle-ci ne pouvant plus être utilisée en raison de sa toxicité.